# Meristata sexmaculata
Meristata sexmaculata es una especie de insecto coleóptero de la familia Chrysomelidae.
Fue descrita científicamente en 1848 por Kollar & Redtenbacher.